# Brunssum
Brunssum (phát âmⓘ) là một đô thị ở đông nam Hà Lan.

## Nhân vật nổi tiếng sinh ở Brunssum
- Jan Dietz (1945), nhà khoa học máy tính
- Patrick Dybiona (sinh năm 1963), vận động viên bơi tự do
- Kevin Hofland (sinh năm 1979), hậu vệ bóng đá
- Bob Altena (sinh năm 1986), vận động viên